# Bataille de Tenango
 (signalé en mai 2025).
Si vous disposez d'ouvrages ou d'articles de référence ou si vous connaissez des sites web de qualité traitant du thème abordé ici, merci de compléter l'article en donnant les références utiles à sa vérifiabilité et en les liant à la section « Notes et références ».
- Archive Wikiwix
- Bing
- Cairn
- DuckDuckGo
- E. Universalis
- Gallica
- Google
- G. Books
- G. News
- G. Scholar
- Persée
- Qwant
- (zh) Baidu
- (ru) Yandex
- (wd) trouver des œuvres sur Wikidata

Guerre d'indépendance du Mexique
La bataille de Tenango est une action militaire de la guerre d'indépendance du Mexique qui eut lieu en mai 1812 aux environs de l'actuelle ville de Tenango del Valle, État de Mexico. Les insurgés commandés par le général Ignacio López Rayón réussirent à vaincre les forces royalistes près des habitations de la population.

## Source de la traduction
- (es) Cet article est partiellement ou en totalité issu de l’article de Wikipédia en espagnol intitulé « Batalla de Tenango » (voir la liste des auteurs).